# Kirovka, Krînîcikî
Kirovka (în ucraineană Кіровка) este un sat în comuna Pokrovka din raionul Krînîcikî, regiunea Dnipropetrovsk, Ucraina.

## Demografie
Componența lingvistică a localității Kirovka
     Ucraineană (93,9%)
     Rusă (3,05%)
Conform recensământului din 2001, majoritatea populației localității Kirovka era vorbitoare de ucraineană (93,9%), existând în minoritate și vorbitori de rusă (3,05%).